# Wyzwolenie (gazetka konspiracyjna)
Wyzwolenie – pismo konspiracyjne ukazujące się w obwodzie olkuskim. Wydawane przez organizację konspiracyjną "Orzeł Biały". Ukazywało się jako tygodnik powielany od jesieni 1939 r. do wiosny 1941 r. Kontynuacją "Wyzwolenia" był "Przedświt". Informacje pochodziły z nasłuchu radiowego.
Członkowie redakcji to: Feliks Nawrot, Tadeusz Nawrot, Mieczysław Stabach, Józef Sygiet i Izydor Bzdęga, Alodia Nawrot-Janicka